# London Olympians
I London Olympians sono una squadra di football americano, di Londra, in Inghilterra; fondati nel 1984 come Streatham Olympians, sono stati ridenominati London O's nel 1995, per poi diventare London Olympians nel 2005; hanno vinto 12 titoli di campione nazionale britannico e 9 BritBowl. A livello europeo hanno vinto 2 EFAF Eurobowl e 1 Euro Cup.

## Dettaglio stagioni

### Tornei nazionali

#### Campionato

##### Tabella 1984/Budweiser League National Division/BAFA NL Premiership
| Stagione | regular season | regular season | regular season | regular season | regular season | regular season | playoff | playoff | playoff | playoff | playoff | playoff          | playoff               |
|          | Vin            | Par            | Per            | Tot            | PF             | PS             | Vin     | Per     | Tot     | PF      | PS      | risultato        | avversaria            |
| -------- | -------------- | -------------- | -------------- | -------------- | -------------- | -------------- | ------- | ------- | ------- | ------- | ------- | ---------------- | --------------------- |
| 1984     | 1              | 0              | 2              | 3              | ?              | ?              | -       | -       | -       | -       | -       | -                | -                     |
| 1987     | 6              | 0              | 4              | 10             | 266            | 121            | 0       | 1       | 1       | 25      | 26      | Quarti di finale | Manchester Allstars   |
| 2014     | 5              | 0              | 3              | 8              | 139            | 183            | 0       | 1       | 1       | 18      | 52      | Quarti di finale | East Kilbride Pirates |
| 2015     | 3              | 0              | 5              | 8              | 83             | 277            | -       | -       | -       | -       | -       | -                | -                     |
| 2016     | 0              | 0              | 10             | 10             | 59             | 319            | -       | -       | -       | -       | -       | -                | -                     |
| 2018     | 5              | 0              | 5              | 10             | 177            | 321            | -       | -       | -       | -       | -       | -                | -                     |
| 2019     | 4              | 0              | 6              | 10             | 233            | 245            | -       | -       | -       | -       | -       | -                | -                     |
| 2022     | 0              | 0              | 10             | 10             | 50             | 393            | -       | -       | -       | -       | -       | -                | -                     |
| Totale   | 24             | 0              | 45             | 69             | 1007+?         | 1859+?         | 0       | 2       | 2       | 43      | 78      |                  |                       |

Fonti: Enciclopedia del Football - A cura di Massimo Mezzetti

##### BAFA NL Division One
| Stagione | regular season | regular season | regular season | regular season | regular season | regular season | playoff | playoff | playoff | playoff | playoff | playoff   | playoff           |
|          | Vin            | Par            | Per            | Tot            | PF             | PS             | Vin     | Per     | Tot     | PF      | PS      | risultato | avversaria        |
| -------- | -------------- | -------------- | -------------- | -------------- | -------------- | -------------- | ------- | ------- | ------- | ------- | ------- | --------- | ----------------- |
| 2017     | 6              | 1              | 3              | 10             | 222            | 170            | 2       | 1       | 1       | 119     | 92      | Britbowl  | Manchester Titans |
| Totale   | 6              | 1              | 3              | 10             | 222            | 170            | 2       | 1       | 1       | 119     | 92      |           |                   |

Fonti: Enciclopedia del Football - A cura di Massimo Mezzetti

### Tornei internazionali

#### Euro Cup
| Stagione | regular season | regular season | regular season | regular season | regular season | regular season | playoff | playoff | playoff | playoff | playoff | playoff   | playoff      |
|          | Vin            | Par            | Per            | Tot            | PF             | PS             | Vin     | Per     | Tot     | PF      | PS      | risultato | avversaria   |
| -------- | -------------- | -------------- | -------------- | -------------- | -------------- | -------------- | ------- | ------- | ------- | ------- | ------- | --------- | ------------ |
| 1999     | 2              | 0              | 0              | 2              | 63             | 2              | 1       | 0       | 1       | 12      | 6       | Campioni  | Oslo Vikings |
| Totale   | 2              | 0              | 0              | 2              | 63             | 2              | 1       | 0       | 1       | 12      | 6       |           |              |

Fonti: Enciclopedia del Football - A cura di Massimo Mezzetti

### Riepilogo fasi finali disputate
| Anno           | Luogo     | Evento                             | Fase del torneo  | Incontro                                  | Risultato |
| 15 agosto 1987 | Bruxelles | Budweiser League National Division | Quarti di finale | Manchester Allstars - Streatham Olympians | 26 - 25   |
| 5 giugno 1999  | Bruxelles | Euro Cup                           | Finale           | London O's - Oslo Vikings                 | 12 - 6    |
| 24 agosto 2014 |           | BAFA NL Premiership                | Quarti di finale | East Kilbride Pirates - London Olympians  | 52 - 18   |
| 27 agosto 2017 |           | BAFA NL Division One               | Britbowl         | Manchester Titans - London Olympians      | 46 - 23   |

## Palmarès
- 2 EFAF Eurobowl (1993, 1994)
- 1 Euro Cup (1999)
- 2 Coca Cola Bowl (1992, 1993)
- 2 National Bowl (1994, 1998)
- 9 BritBowl (1994, 1998-2003, 2005, 2006)
- 12 Titoli britannici (1992-1994, 1997-2003, 2005, 2006)
- 1 Titolo Big C (1997)
- 2 BAFA Division Two (1996, 2010)
- 1 BAFA Division Four (1994)